# Trang Nhung
Trang Nhung là ca sĩ của Việt Nam chuyên hát dòng nhạc nhẹ, dòng nhạc dân gian và dân gian đương đại, nhạc truyền thống và nhạc sĩ Việt Nam.

## Sự nghiệp
Trang Nhung sinh ngày 8 tháng 12 năm 1973 tại Bãi Cháy, Hạ Long, Quảng Ninh. Trang Nhung thuộc thế hệ trước của ca sĩ Hồ Quỳnh Hương. Trang Nhung liên tục đại diện Quảng Ninh trong màu áo Bưu điện tỉnh tham gia thi trong các hội diễn. Trang Nhung từng học tại Học viện Âm nhạc Quốc gia.
Tại Liên hoan tiếng hát truyền hình toàn quốc năm 1999, Trang Nhung cùng Hồ Quỳnh Hương là 2 giọng ca "được chú ý" và được đặc cách vào học tại trường Cao đẳng văn hóa nghệ thuật quân đội.
Năm 2014, Trang Nhung đã sáng tác 7 ca khúc và ra album ca nhạc đặc biệt với chủ đề viết về đại tướng Võ Nguyên Giáp. Các công đoạn hòa âm phối khí, thu âm được Trang Nhung hoàn thành trước khi tròn 100 ngày mất của Đại tướng.

## Gia đình
Năm 1996, Trang Nhung lập gia đình cùng doanh nhân Ngô Nhật Phương (sinh năm 1960). Lúc đó, Trang Nhung đang là "giọng ca triển vọng" của tỉnh Quảng Ninh. Vợ chồng Trang Nhung có 4 người con và chưa tổ chức đám cưới bao giờ. Trang Nhung đã nhận lời cầu hôn của Phương vào ngày Phương bị tuyên án tù.

## Giải thưởng
- 1991, Giải 3 giọng hát hay PTTH toàn quốc.
- 1992, Giải xuất sắc về đơn ca và giải đặc biệt về độc tấu: "Lái xe chiến trường" trong Liên hoan Văn nghệ HSSV toàn quốc[5].
- 1993, Giọng ca vàng CNV chức toàn quốc.
- 1995, Giải "Người có giọng hát truyền cảm nhất" tại cuộc thi "giọng hát Vàng Anh toàn quốc" do Nhật Bản và Cục Nghệ thuật biểu diễn tổ chức[5].
- 1998, Giải nhất "giọng hát hay Hà Nội"
- 1999, Giải 3 cuộc thi "Tiếng hát Truyền hình Toàn quốc"[5].
- 2014, Hạng 3 cuộc thi "Tuyệt đỉnh tranh tài"[6].

## Album
Trong 16 năm ca hát, Trang Nhung đã ra 9 album chính thức và những clip lẻ chuyên về dòng nhạc dân gian và dân gian đương đại, nhạc truyền thống: 
- Lúng liếng
- Mùa thu níu bước em về
- Duyên quê
- Mãi còn xuân
- Xuân trở lại
- Trò chuyện với dòng sông
- Trang Nhung Xuân[5].
- Nổi lửa lên em
- Son.

Những DVD: Rộn ràng Xuân, Hơi thở thời gian, Âm vang từ lòng đất.
Trang Nhung tham gia những phim Đồng quê xào xạc, Ba lần và một lần, Trốn tết.